# British Commonwealth Games 1974/Boxen
Die 10. Boxwettkämpfe der Herren bei den British Commonwealth Games 1974 wurden vom 24. Januar bis zum 2. Februar Im neuseeländischen Christchurch ausgetragen. Es wurden insgesamt 44 Medaillen in 11 Gewichtsklassen vergeben.

## Medaillengewinner
| Klasse                         | Gold                                         | Silber                   | Bronze                                          |
| ------------------------------ | -------------------------------------------- | ------------------------ | ----------------------------------------------- |
| Halbfliegengewicht (- 48 kg)   | Stephen Muchoki Kenia                        | James Odwori Uganda      | Syed Kadir Singapur John Bambrick Schottland    |
| Fliegengewicht (- 51 kg)       | Davy Larmour Nordirland                      | Chandra Narayanan Indien | Saliu Ishola Nigeria John Byaruhanga Uganda     |
| Bantamgewicht (- 54 kg)        | Patrick Cowdell England                      | Ali Rojo Uganda          | Newton Chisanga Sambia Isaac Maina Kenia        |
| Federgewicht (- 57 kg)         | Edward Ndukwu Nigeria                        | Shadrack Odhiambo Uganda | Dale Andersen Kanada Samuel Mbugua Kenia        |
| Leichtgewicht (- 60 kg)        | Ayub Kalule Uganda                           | Kayin Amah Nigeria       | Muniswami Venu Indien Robert Colley Neuseeland  |
| Superleichtgewicht (- 63,5 kg) | Obisia Nwankpa Nigeria                       | Anthony Martey Ghana     | James Douglas Schottland Philip Mathenge Kenia  |
| Weltergewicht (- 67 kg)        | Mohamed Muruli Uganda                        | Errol McKenzie Wales     | Steve Cooney Schottland John Rodgers Nordirland |
| Superweltergewicht (- 71 kg)   | Lottie Mwale Sambia                          | Alex Harrison Schottland | Lance Revill Neuseeland Robert Davies England   |
| Mittelgewicht (- 75 kg)        | Frankie Lucas St. Vincent und die Grenadinen | Julius Luipa Sambia      | Carl Speare England Leslie Rackley Neuseeland   |
| Halbschwergewicht (- 81 kg)    | William Knight England                       | William Byrne Neuseeland | Gordon Ferris Nordirland Isaac Ikhouria Nigeria |
| Schwergewicht (+ 81 kg)        | Neville Meade England                        | Fatai Ayinla Nigeria     | Benson Masanda Uganda Vai Samu Westsamoa        |

## Medaillenspiegel
| Rang | Land       | Gold | Silber | Bronze | Gesamt |
| ---- | ---------- | ---- | ------ | ------ | ------ |
| 1    | England    | 3    | 0      | 2      | 5      |
| 2    | Uganda     | 2    | 3      | 2      | 7      |
| 3    | Nigeria    | 2    | 2      | 2      | 6      |
| 4    | Sambia     | 1    | 1      | 1      | 3      |
| 5    | Kenia      | 1    | 0      | 3      | 4      |
| 6    | Nordirland | 1    | 0      | 2      | 3      |
| 7    |            | 1    | 0      | 0      | 1      |
| 8    | Schottland | 0    | 1      | 3      | 4      |
| 8    | Neuseeland | 0    | 1      | 3      | 4      |
| 10   | Indien     | 0    | 1      | 1      | 2      |
| 11   | Wales      | 0    | 1      | 0      | 1      |
| 11   | Ghana      | 0    | 1      | 0      | 1      |
| 13   | Kanada     | 0    | 0      | 1      | 1      |
| 13   | Singapur   | 0    | 0      | 1      | 1      |
| 13   | Westsamoa  | 0    | 0      | 1      | 1      |
|      | Gesamt     | 11   | 11     | 22     | 44     |